# سگ‌ها در امور نظامی
سگ‌ها در جنگاوری دارای پیشینه ای طولانی است که از زمان‌های باستان شروع می‌گردد. از آموزش دیدن برای رزمیدن گرفته تا استفاده از آنها برای عملیات اکتشافی، نگهبانی دادن، پیغام بری، سگ‌های هلال احمر و سگ‌های راهیاب و استفاده از آنها متنوع بوده و حتی برخی از این وظایف تا زمان امروز ادامه یافته‌است.

## تاریخچه
سگ‌های جنگی توسط مصری‌ها، یونانی‌ها، ایرانیان، سارمات‌ها، باگانداها، آلان‌ها (قوم ایرانی)، اسلاوها، بریتون‌های سلتی و رومی‌ها استفاده می‌شد.
در میان یونانی‌ها و رومی‌ها، سگ‌ها بیشتر به عنوان نگهبان یا گش زن استفاده می‌شدند، اگرچه گاهی اوقات به میدان جنگ برده می‌شدند.

## نقش‌ها
سگ‌ها برای مقاصد مختلفی مورد استفاده قرار می‌گیرند. نژادهای مختلف برای کارهای مختلف مورد استفاده قرار می‌گیرند اما همیشه نیازهای نگه دارندگانشان را برآورده نموده‌اند. بسیاری از وظایف سگ‌ها در جنگ منسوخ شده‌اند و دیگر بکار گرفته نمی‌شوند اما مفهوم سگ جنگی هنوز زنده بوده و در نزاع امروزی بکار می‌رود.

### مبارزه
در زمان‌های باستان سگ‌ها معمولاً از نژادهای سگ‌های بزرگ که گوش‌ها و لب‌های آویخته داشتند، بودند که ممکن بود یا با تسمه زرهی یا با تسمه‌های تیغ دار به نبرد یا حمله به دشمن فرستاده می‌شدند. این روش توسط بسیاری از تمدن‌ها مانند رومی‌ها و یونانی‌ها مورد استفاده قرار می‌گرفت.

### تدارکات و ارتباط
زمانی که جنگ جهانی اول شروع شد بسیاری از جوامع اروپایی از سگ‌ها برای کشیدن گاری‌های کوچک برای تحویل شیر و مقاصدی مشابه استفاده می‌کردند. برخی ارتش‌های اروپایی سگ‌ها برای کاربردهای نظامی آموزش دادند.

### سگ‌های نظامی
سگ‌ها اغلب به عنوان واحد برای یگان‌های نظامی استفاده می‌شدند. این سگ‌های مورد نظر ممکن است سگ یک افسر بوده، یا حیوانی باشد که یک فرد نظامی تصمیم به گرفتن سرپرستی آن کرده، یا یکی از سگ‌های خودشان که در نقش دیگری به عنوان سگ کارگر بوده‌است را بکار گیرد. برخی از سگ‌های دریایی مانند سنباد و جودی خودشان عضو خدمت کنندگان نظامی بودند.

### تحقیقات پزشکی
در جنگ جهانی دوم، سگ‌ها نقش جدیدی در آزمایش ات پزشکی ایفا نمودند و به عنوان حیوانات که به شکل اولیه مورد تحقیقات پزشکی قرار گرفتند انتخاب شدند. آزمایش ات پزشکی به دکترها این اجازه را داد که داروهای جدید را بدون به خطر انداختن زندگی انسانها روی آنها آزمایش کنند هرچند که این آزمایش ات بعد از جنگ مورد بررسی قرار گرفت. دولت ایالات متحده در پاسخ این سگ‌ها را قهرمان اعلان نمود.

### ردگیری و پیگردی
بسیاری از سگ‌ها به عنوان ردگیر برای پیدا کردن مین بکار گرفته می‌شدند. آنها ثابت کردند که در شرایط جنگی خیلی مؤثر نیستند. سگ‌های یابنده مین‌های دریایی برای پیدا کردن سیم‌های برق لخت زیر سطح زمین آموزش دیده بودند. سیم‌ها به سگ‌ها شک وارد می‌کرد و به آنها یاد می‌داد که خطر در زیر خاک کمین کرده‌است. با هدایت مناسب توجه سگ، مین‌های مجازی کاشته می‌شود و سگ‌ها آموزش داده می‌شدند تا وجود مین‌ها را نشان دهند.

### سگ‌های عملیات اکتشافی
تمامی سگ‌های عملیات اکتشافی باید فهمیدن تفاوت بین بوی انسان و حیوان را آموزش دیده باشند. برخی از سگ‌ها آموزش دیده‌اند تا به شکل بی صدا موقعیت تله‌های منفجره و دشمنان پنهان مانند تک تیراندازها را پیدا کنند. حس‌های قوی سگ‌ها مانند حس بویایی و شنوایی باعث می‌شود که آنها را در تشخیص این خطرات نسبت به انسان‌ها بسیار مؤثرتر عمل کنند. بهترین سگ‌های همراه برای عملیات اکتشافی آنهایی هستند که رفتار آنها بین سگ‌های تعقیب کننده و سگ‌های حمله بوده و واکنش متوسطی دارد.

### نگهبانی دادن
یکی از دیربازترین کاربرد سگ‌ها در رابطه با کاربردهای نظامی، نگهبانی دادن سگ‌ها بوده‌است. سگ‌های نگهبان به منظور محافظت از کمپ‌ها و دیگر مناطق با اهمیت در شب و گاهی در طول روز استفاده می‌شدند. آنها یا با پارس کردن یا غریدن به نگهبان حضور یک غریبه را هشدار می‌دهند. در طول جنگ سرد، ارتش آمریکا از گروه سگ‌های نگهبان بیرون از مکان‌های نگهداری سلاح‌های هسته ای استفاده می‌کردند.